# Veste de Michael Jackson

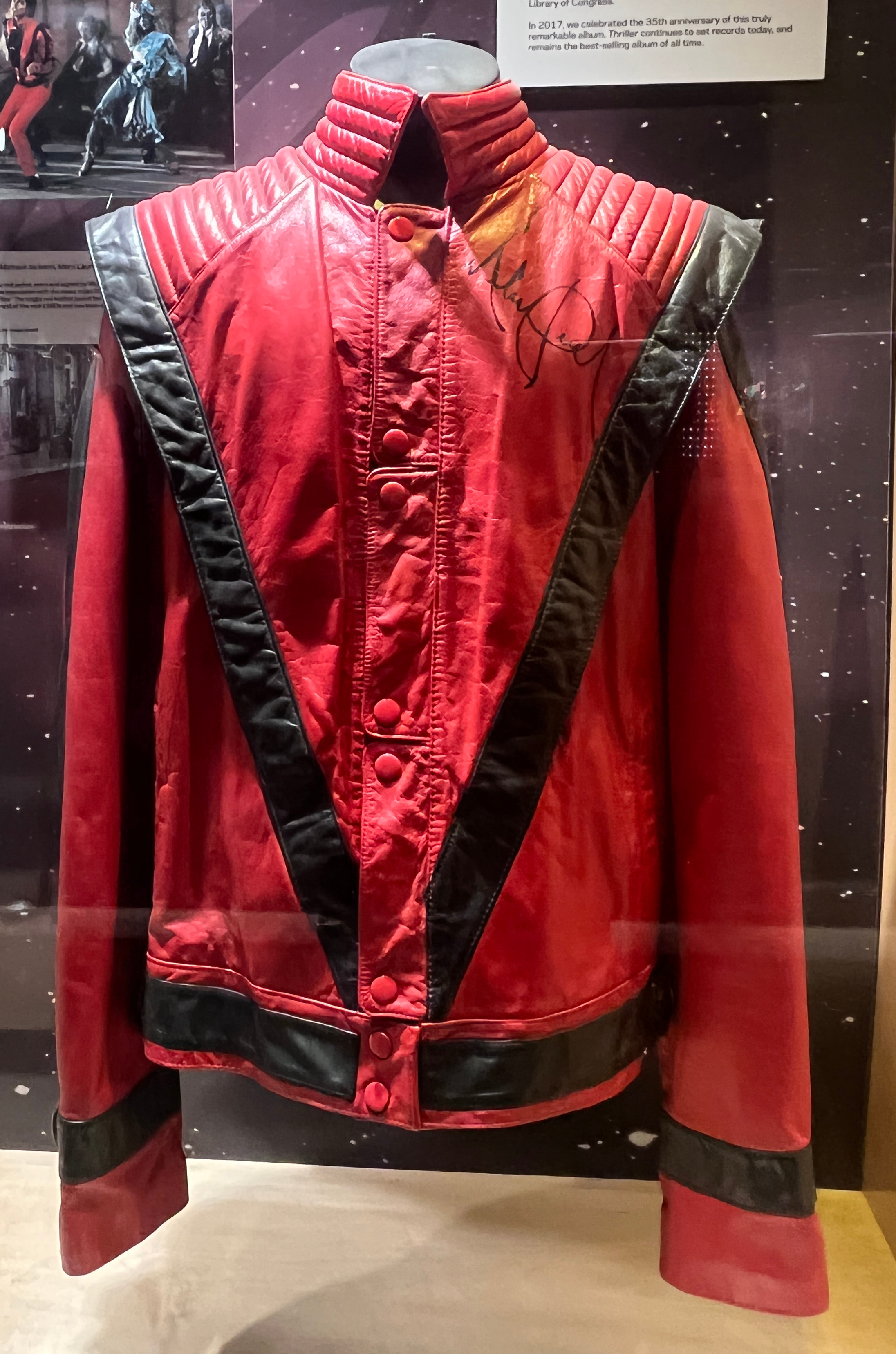
La veste au Grammy Museum

La veste de Michael Jackson dans le clip de Thriller (1983), réalisé par John Landis, est une veste en cuir portée par le chanteur américain qui a été dessinée par la costumière Deborah Nadoolman Landis, épouse du réalisateur du clip. La veste est portée par Michael Jackson dans la seconde partie du clip (partie chantée et séquence de danse avec les morts-vivants).
La veste est de couleur rouge et comporte deux bandes noires transversales qui remontent jusqu'aux épaules et diverses fermetures éclair. Deborah Nadoolman Landis a notamment choisi le rouge pour contraster avec le décor de nuit et l'ambiance sombre du clip. Elle est également reconnaissable à la conception angulaire et rigide des épaules (style Star Trek). Cette veste est devenue emblématique et s'est vendue le 26 juin 2011 à 1,8 million de dollars.

## Divers
- La veste rouge portée par David Naughton dans Le Loup-garou de Londres (réalisé en 1981 par John Landis) servira également d'inspiration pour la veste de Thriller. C'est d'ailleurs en voyant le film, et notamment la séquence de la transformation, que Michael Jackson, impressionné par les effets spéciaux, fit appel au réalisateur pour Thriller.

- Dans le clip, la première veste portée par Michael Jackson (pour la séquence de transformation en loup-garou du début) est quant à elle une veste plus classique, telle qu'on peut en voir dans les universités américaines. Elle est rouge et jaune avec une lettre "M" brodée sur le devant.